# Prix Dirac

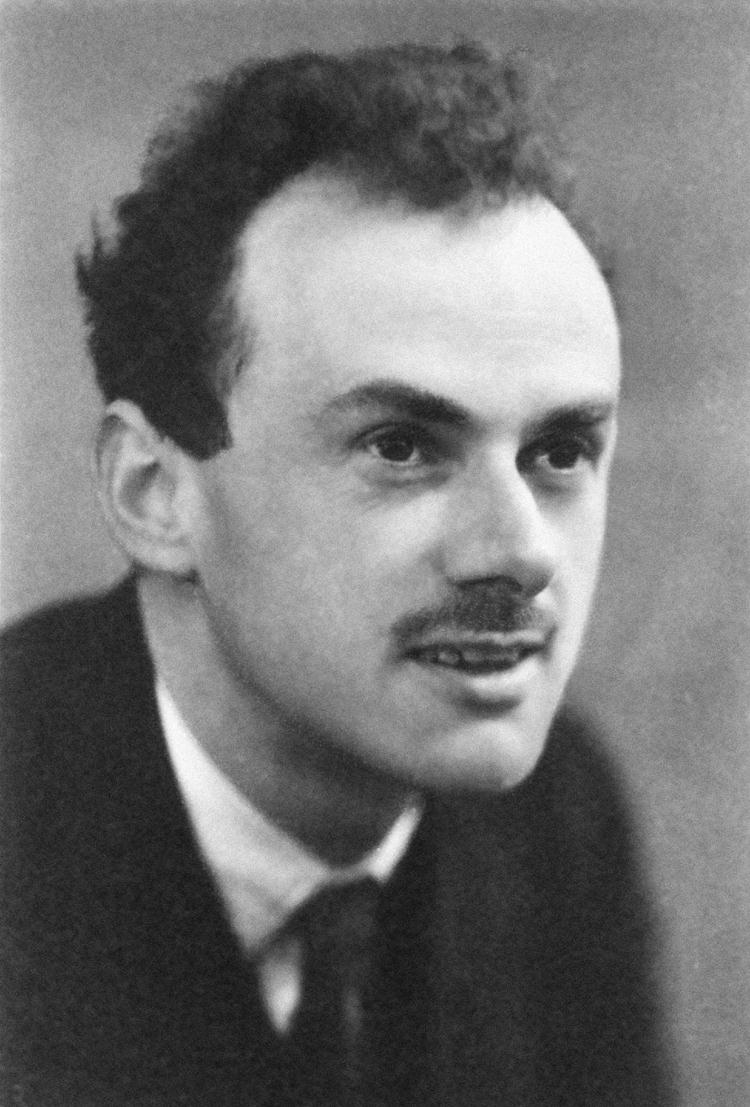
Paul Dirac

Il y a deux récompenses importantes dans le domaine de la physique théorique et des mathématiques plus communément connues sous le nom de prix Dirac, attribués par différentes organisations, en l'honneur du physicien Paul Dirac.

## Médaille Dirac de l'ICTP
La médaille Dirac du Centre international de physique théorique Abdus Salam (Abdus Salam International Centre for Theoretical Physics ou ICTP, en Italie). Le prix, donné chaque année le 8 août (date de l'anniversaire de Paul Dirac), a été attribué pour la première fois en 1985.
Un comité international de savants distingués sélectionne les gagnants dans une liste de candidats nommés. Le Comité invite les nommés à travailler dans le domaine de la physique théorique ou des mathématiques.
La médaille Dirac n'est pas attribuée aux lauréats du Prix Nobel, médaillés de la médaille Fields ou aux gagnants du Prix Wolf.
Les médaillés reçoivent aussi 5 000 US$.

### Lauréats
- 1985 : Edward Witten, Iakov Zeldovitch
- 1986 : Alexander Polyakov, Yoichiro Nambu
- 1987 : Bruno Zumino, Bryce DeWitt
- 1988 : David J. Gross, Efim Fradkin (de)
- 1989 : John Henry Schwarz, Michael Green
- 1990 : Ludwig Faddeev, Sidney Coleman
- 1991 : Jeffrey Goldstone, Stanley Mandelstam
- 1992 : Nikolaï Bogolioubov, Iakov Sinaï
- 1993 : Daniel Freedman, Peter van Nieuwenhuizen, Sergio Ferrara
- 1994 : Frank Wilczek
- 1995 : Michael Berry
- 1996 : Martinus Veltman, Tullio Regge
- 1997 : David Olive, Peter Goddard (de)
- 1998 : Roman Jackiw, Stephen Adler
- 1999 : Giorgio Parisi
- 2000 : Helen Quinn, Howard Georgi, Jogesh Pati (de)
- 2001 : John Hopfield
- 2002 : Alan Guth, Andreï Linde, Paul Steinhardt
- 2003 : Robert Kraichnan, Vladimir E. Zakharov (en)
- 2004 : Curtis Callan, James Bjorken
- 2005 : Patrick A. Lee (de), Sam Edwards
- 2006 : Peter Zoller
- 2007 : Jean Iliopoulos, Luciano Maiani
- 2008 : Juan Maldacena, Joseph Polchinski, Cumrun Vafa
- 2009 : Roberto Car, Michele Parrinello
- 2010 : Nicola Cabibbo, George Sudarshan
- 2011 : Édouard Brézin, John Cardy, Alexandre Zamolodtchikov
- 2012 : Duncan Haldane, Charles L. Kane, Shoucheng Zhang (en)
- 2013 : Thomas Kibble, James Peebles, Martin Rees
- 2014 : Ashoke Sen, Andrew Strominger, Gabriele Veneziano
- 2015 : Alexei Kitaev, Greg Moore, Nicholas Read
- 2016 : Nathan Seiberg, Mikhail Shifman, Arkady Vainshtein
- 2017 : Charles H. Bennett, David Deutsch, Peter W. Shor
- 2018 : Subir Sachdev, Dam Thanh Son, Xiao-Gang Wen
- 2019 : Viatcheslav Mukhanov, Alexei Starobinsky, Rashid Sunyaev
- 2020 : André Neveu, Pierre Ramond, Miguel Virasoro
- 2021 : Alessandra Buonanno, Thibault Damour, Frans Pretorius, Saul Teukolsky[1]
- 2022 : David Ruelle, Joel Lebowitz, Elliott Lieb[2]
- 2023 : Jeffrey Harvey, Igor Klebanov, Stephen Shenker, Leonard Susskind[3]

## Prix et médaille Paul Dirac
Le prix et la médaille Paul Dirac sont attribués chaque année par l'Institute of Physics (Royaume-Uni) pour « une contribution exceptionnelle à la physique théorique (incluant les mathématiques et l'informatique) ». Le prix a été créé par l'Institut de physique en 1985 et accordé la première fois en 1987.

### Lauréats
- 1987 : Stephen Hawking
- 1988 : John Stewart Bell
- 1989 : Roger Penrose
- 1990 : Michael Berry
- 1991 : Rudolf Peierls
- 1992 : Anthony Leggett
- 1993 : David Thouless
- 1994 : Volker Heine
- 1995 : Dan Walls
- 1996 : John Pendry
- 1997 : Peter Higgs
- 1998 : David Deutsch
- 1999 : Ian Percival
- 2000 : John Cardy
- 2001 : Brian Ridley
- 2002 : John Hannay
- 2003 : Chris Hull
- 2004 : Michael Green
- 2005 : John Ellis
- 2006 : Mike Gillan
- 2007 : David Sherrington (de)
- 2008 : Bryan Webber
- 2009 : Michael Cates
- 2010 : James Binney
- 2011 : Christopher Isham
- 2012 : Graham Garland Ross (de)
- 2013 : Stephen M. Barnett
- 2014 : Tim Palmer
- 2015 : John Barrow
- 2016 : Sandu Popescu
- 2017 : Michael Duff
- 2018 : John Chalker
- 2019 : Richard Keith Ellis
- 2020 : Carlos Frenk
- 2021 : Steven Balbus
- 2022 : Michael Finnis
- 2023 : Gavin Salam